# Стеван Ћурчић
Стеван Ћурчић (Каћ, 26. новембар 1850 — Београд, 4. фебруар 1932) је био српски политичар новинар, начелник Министарства финансија.

## Биографија
Рођен је 26. новембра 1850. године у Каћу, селу у Бачкој. Завршио је права у Бечу.
Био је 33 године секретар и потпредсједник српског Црвеног Крста. Издавао је књижевни лист Србадију (у Бечу 1874—77, који је обновио у Београду 1881—82) и политичке листове: Београдски Дневник, Народни Дневник и Београдске Новине. Овај последњи, излазио је 1895 — 1913. године. Био је 1877 — 1889. године уредник службених Српских новина.
Почетком осамдесетих година основао је Српско новинарско удружење, и био је најприје секретар, а потом више година предсједник тога друштва. Био је и народни и краљев посланик у Народној Скупштини. У државној служби заузимао је положаје: начелника Министарства Финансија и управника државних дугова. Отпуштен је из службе, јер је као посланик говорио против карлсбадског аранжмана државних дугова (1895). По позиву кнеза Николе I радио је законе за Црну Гору, а најважније му је дјело Устав Црне Горе од 8. децембра 1905. Ћурчић у писму које је доставио заједно са пројектом Устава наглашава: „Ваше Краљевско Височанство! Нагао скок из апсолутизма у најнапреднију уставност - као што постоје у Енглеској, Белгији, Француској, па код нас донекле у Србији - био би штетан и опасан у Црној Гори. Рђаве последице таквог корака недогледне су. Зато сам... (оштећено) настојавао да прелазак из апсолутистичке у уставну монархију буде лаган, постепен и природан, како не би био извор политичких, државних и социјалних трзавица. Руковођен тим интенцијама ја сам израдио устав какав мислим да ће најбоље одговарати садашњим приликама и потребама Црне Горе".
Написао је брошуру: Подижимо антрпоте у Београду (1884) и штампао у засебну књижицу своје говоре поводом генералне дебате о конверзији државних дугова (1895).
Преводио је с њемачког приповијетке за дјецу.
Стеван Ћурчић је био ожењен Станом, најстаријом ћерком Јеврема и Јелене Грујић. Имали су две ћерке, Милицу и Јелену, и два сина, Јеврема и Милана. Његова колекција оружја из Првог и Другог српског устанка, са пушкама хадук - Вељка Петровића и Танаска Рајића,  добила је велику златну медаљу и повељу на великој изложби балканских земаља у Лондону 1907. године. Ова колекција данас се налази у музеју Јеврема Грујића у Београду.
Умро је у Београду 4. фебруара 1932. године.